# AOE-57 천지
AOE-57 천지(天池)는 대한민국 해군의 기동군수지원함(천지급 군수지원함)이다. 이름은 백두산 천지에서 유래되었다. 유류·탄약 등 전투 기동군수작전을 주 임무로 하고 해상 경비 작전과 기타 해상 작전을 지원한다.
해군이 건조한 최초의 군수지원함으로, 취역 당시 해군이 운용하던 군함 중 가장 큰 함정이었다.
1993년~1997년, 2002년, 2005년, 2008년, 2011년 순항훈련에 참가했다. 1998년 대한민국 국제관함식 기함이었으며, 2002년 일본 국제관함식, 2005년 영국 트라팔가르 해전 200주년 기념 관함식에도 참가했다.